# Alpha Ethniki 2000-2001
L'Alpha Ethniki 2000-2001 fu la 65ª edizione della massima serie del campionato di calcio greco, conclusa con la vittoria dell'Olympiacos Pireo, al suo trentesimo titolo e quinto consecutivo.
Capocannoniere del torneo fu Alexandros Alexandris (Olympiacos), con 20 reti.

## Formula
Le squadre partecipanti passarono dalle 18 della stagione precedente alle 16 di quella attuale e disputarono un girone di andata e ritorno per un totale di 30 partite.
Le ultime due classificate furono retrocesse in Beta Ethniki mentre altre due furono retrocesse dopo i play-out disputati tra le squadre terminate tra il dodicesimo e il quattordicesimo posto più l'undicesima se arrivata con meno di cinque punti di scarto dalla dodicesima.
Il punteggio prevedeva tre punti per la vittoria, uno per il pareggio e nessuno per la sconfitta.
Le squadre ammesse alle coppe europee furono quattro: i campioni e la seconda classificata alla UEFA Champions League 2001-2002 mentre la vincitrice della coppa nazionale con la terza alla Coppa UEFA 2001-2002.

## Squadre partecipanti
| Squadra          | Città      | Stadio | Stagione 1999-2000 |
| ---------------- | ---------- | ------ | ------------------ |
| AEK Atene        | Atene      |        | 3°                 |
| Arīs Salonicco   | Salonicco  |        | 7°                 |
| Athīnaïkos       | Vironos    |        | Beta Ethniki       |
| Ethnikos Asteras | Kaisarianī |        | 11°                |
| Iōnikos          | Nikea      |        | 10°                |
| Īraklīs          | Salonicco  |        | 6°                 |
| Kalamata         | Calamata   |        | 9°                 |
| OFI Creta        | Candia     |        | 4°                 |
| Olympiacos       | Il Pireo   |        | Campione di Grecia |
| Panachaïkī       | Patrasso   |        | 14°                |
| Panathīnaïkos    | Atene      |        | 2°                 |
| Panīleiakos      | Pyrgos     |        | 13°                |
| Paniōnios        | Nea Smyrnī |        | 8°                 |
| PAOK             | Salonicco  |        | 5°                 |
| PAS Giannina     | Giannina   |        | Beta Ethniki       |
| Skoda Xanthī     | Xanthi     |        | 12°                |

## Classifica finale
|                   | Pos. | Squadra          | Pt | G  | V  | N | P  | GF | GS | DR  |
| ----------------- | ---- | ---------------- | -- | -- | -- | - | -- | -- | -- | --- |
| Grecia (bandiera) | 1.   | Olympiacos       | 78 | 30 | 25 | 3 | 2  | 84 | 22 | +62 |
|                   | 2.   | Panathīnaïkos    | 66 | 30 | 20 | 6 | 4  | 61 | 20 | +41 |
|                   | 3.   | AEK Atene        | 61 | 30 | 19 | 4 | 7  | 61 | 34 | +27 |
|                   | 4.   | PAOK             | 51 | 30 | 14 | 9 | 7  | 66 | 48 | +18 |
|                   | 5.   | Īraklīs          | 46 | 30 | 14 | 4 | 12 | 45 | 40 | +5  |
|                   | 6.   | Iōnikos          | 44 | 30 | 12 | 8 | 10 | 46 | 46 | 0   |
|                   | 7.   | Arīs Salonicco   | 44 | 30 | 13 | 5 | 12 | 37 | 41 | -4  |
|                   | 8.   | Skoda Xanthī     | 38 | 30 | 11 | 5 | 14 | 24 | 37 | -13 |
|                   | 9.   | Paniōnios        | 36 | 30 | 9  | 9 | 12 | 39 | 42 | -3  |
|                   | 10.  | Ethnikos Asteras | 34 | 30 | 9  | 7 | 14 | 34 | 52 | -18 |
|                   | 11.  | Panachaïkī       | 33 | 30 | 9  | 6 | 15 | 39 | 56 | -17 |
|                   | 12.  | OFI Creta        | 33 | 30 | 8  | 9 | 13 | 39 | 49 | -10 |
|                   | 13.  | PAS Giannina     | 33 | 30 | 8  | 9 | 13 | 40 | 53 | -13 |
|                   | 14.  | Panīleiakos      | 29 | 30 | 7  | 8 | 15 | 26 | 46 | -20 |
|                   | 15.  | Kalamata         | 21 | 30 | 4  | 9 | 17 | 39 | 66 | -27 |
|                   | 16.  | Athīnaïkos       | 20 | 30 | 5  | 5 | 20 | 37 | 65 | -28 |

Legenda:

      Campione di Grecia e ammesso alla UEFA Champions League
      Ammesso alla UEFA Champions League
      Ammesso alla Coppa UEFA
      Ammesso allo spareggio
      Retrocesso in Beta Ethniki
Note:

Tre punti a vittoria, uno a pareggio, zero a sconfitta.

### Play-out
Panachaiki, OFI Creta, PAS Giannina e Paniliakos disputarono un girone di sola andata al termine del quale le ultime due furono retrocesse in Beta Ethniki.
|  | Pos. | Squadra      | Pt | G | V | N | P | GF | GS | DR |
|  | ---- | ------------ | -- | - | - | - | - | -- | -- | -- |
|  | 1.   | Panachaïkī   | 6  | 3 | 2 | 0 | 1 | 6  | 3  | +3 |
|  | 2.   | OFI Creta    | 6  | 3 | 2 | 0 | 1 | 3  | 2  | +1 |
|  | 3.   | PAS Giannina | 3  | 3 | 1 | 0 | 2 | 2  | 3  | -1 |
|  | 4.   | Panīleiakos  | 3  | 3 | 1 | 0 | 2 | 3  | 6  | -3 |

Legenda:

      Retrocesso in Beta Ethniki
Note:

Tre punti a vittoria, uno a pareggio, zero a sconfitta.

### Verdetti
- Olympiacos campione di Grecia 2000-01 e qualificato alla fase a gironi della UEFA Champions League
- Panathinaikos qualificato al terzo turno preliminare di UEFA Champions League
- AEK Atene e PAOK Salonicco qualificati alla Coppa UEFA
- PAS Giannina, Paniliakos, Kalamata e Athinaikos retrocesse in Beta Ethniki.